# Christian Gille
Christian Gille, född den 6 januari 1976 i Wolfen, Tyskland, är en tysk kanotist.
Han tog OS-guld i C-2 1000 meter i samband med de olympiska kanottävlingarna 2008 i Peking.
Han tog OS-brons i C-2 500 meter och OS-silver i C-2 1000 meter i samband med de olympiska kanottävlingarna 2008 i Peking.